# Adile (córka Mahmuda II)
Adile (ur. 23 maja 1826, zm. 12 lutego 1899 w Stambule) – osmańska księżniczka, turecka poetka i filantropka. Córka sułtana Mahmuda II, przyrodnia siostra sułtanów Abdülmecida I i Abdulaziza.

## Życiorys
Adile urodziła się 23 maja 1826 r. Jej ojcem był sułtan Mahmud II, a matką – jego czwarta małżonka Zernigâr. Jej imię wybrał ojciec. Po śmierci matki w 1830 r., czteroletnia Adile została oddana pod opiekę Nevfidan, pierwszej spośród małżonek Mahmuda II, która nie miała własnych dzieci. Kształciła się, podobnie jak rodzeństwo, w pałacu. Brała lekcje Koranu, języków arabskiego i perskiego, muzyki i kaligrafii. Lekcje kaligrafii pobierała u Ebubekira Mümtaza Efendiego, najsłynniejszego kaligrafa tamtej epoki. Gdy jej kształcenie miało się ku końcowi, zaczęła tworzyć własne wiersze.
Po śmierci ojca w 1839 roku, trzynastoletnią Adile wziął pod swoją opiekę jej starszy przyrodni brat, nowy sułtan Abdulmecid I. W 1845 roku sułtan zaaranżował małżeństwo Adile z Mehmetem Alim Paszą, który służył jako doradca w cesarskim arsenale. Inne źródło opisuje go jako komendanta arsenału.
Przygotowania do ślubu rozpoczęto 24 marca 1845 r., umowę małżeńską zawarto 27 kwietnia Pałacu Topkapı, ale główne uroczystości weselne przełożono na lato następnego roku. Ślub odbył się 7 czerwca 1845 roku i trwał cały tydzień. Ostatniego dnia obchodów Adile została przewieziona do pałacu Neşatabad znajdującego się w Defterdarburnu. Był to dawny pałac Hatice, córki sułtana Mustafy III.
Po ślubie Mehmet Ali Pasza został dowódcą osmańskiej floty i łącznie służył na tym stanowisku pięciokrotnie. Pod rządami Abdulmecida był też raz wielkim wezyrem. W małżeństwie Mehmeta Alego i Adile urodziło się czworo dzieci: syn Ismail Bey i trzy córki: Hayriye, Sıdıka i Aliye; jedynie Hayriye dożyła dorosłości (zmarła w 1869 r. w wieku 23 lat). W 1868 r. Mehmet Ali Pasza zmarł i Adile została wdową. Po śmierci męża zrezygnowała z wystawnego życia, jakie dotąd prowadziła. Sułtanem był już wówczas Abdulaziz, również jej przyrodni brat.
Adile Sultan była kobietą głęboko religijną. Około 1845 roku została wyznawczynią szejka Szunmulu Alego Efendiego i wstąpiła do bractwa Nakszbandijja. Organizowała spotkania szejków i derwiszów w Pałacu Neşetabad. Przyjmowała też biednych ludzi, którzy mogli prosić księżniczkę o różnoraką pomoc. Przeznaczała na cele charytatywne znaczne sumy, które otrzymywała od sułtana Abdülhamida II, panującego od 1876 r.
Posiadała rezydencję letnią Validebağ i pałac w Kandilli, oba w azjatyckiej części Stambułu. Po śmierci męża opuściła pałac w Kandilli i przeniosła się do Pałacu Nadbrzeżnego w Fındıklı. Podarowała państwu pałac, w którym zamieszkiwała z mężem pod warunkiem, że zostanie on przekształcony w pierwszą średnią szkołę średnią dla dziewcząt w Imperium Osmańskim. Jej życzenie spełniło się dopiero w 1916 r., kiedy działacz ruchu młodotureckiego, mąż stanu i pedagog Ahmed Rıza otworzył w tym miejscu szkołę średnią dla dziewcząt nazwaną imieniem Adile. Była to jednak nie pierwsza, a druga szkoła średnia dla dziewcząt w imperium. Szkoła przeniosła się do nowego budynku w 1969 roku, a pałac Adile spłonął w 1986 roku z powodu zwarcia elektrycznego. W odbudowanym budynku w 2006 r. otwarto lokalne centrum edukacji i kultury.
Adile zmarła w wieku siedemdziesięciu trzech lat jako ostatnia z potomków sułtana Mahmuda II. Została pochowana w mauzoleum w Eyüp w Stambule obok męża i dzieci.

## Poezja
Poezja Adile była utrzymana w klasycznym stylu. Choć żyła wystarczająco długo, by poznać nowoczesną poezję osmańską, pozostała wierna tradycji, która wciąż była silna, zwłaszcza w pałacu. Znała poezję suficką. Twórczość Adile nie wyróżnia się jednak ani pod względem językowym, ani pod względem siły uczucia i wyrazu. Pisana jest językiem znacznie prostszym, niż w przypadku innych autorów jej epoki. Z o wiele większym powodzeniem poezją zajmowały się współczesne jej twórczynie: Leyla Hanım, Fitnat Hanım i Leyla Gülefşan Hanim.
Jej poezja ma przede wszystkim charakter religijny. Po śmierci swojego męża tworzyła elegie. Wiersze poświęciła również swojej matce, swojej przybranej matce Nevfidan, swoim zmarłym dzieciom, zamordowanemu sułtanowi Abdulazizowi.
Dywan poetycki autorstwa Adile, pierwszy taki zbiór napisany przez osmańską poetkę, został opublikowany w 1996 r.